# La Tropa
La Tropa est un groupe de musique français formée en 1998 autour du trio Julie, Caroline et Marie aux violons. La Tropa accompagne d’abord en studio ou sur les planches de nombreux artistes comme Miossec, Laurent Garnier, Les Hurlements d'Léo ou Les Ogres de Barback et réalise la musique d’un film d’Aline Issermann. Rejoint par Samy à la batterie, le groupe trouve véritablement sa forme et commence ses premières scènes en 2002. La Tropa publie alors, en février 2003, un mini album de huit titres qui obtient les prix Fnac Attention Talents et Découvertes Printemps de Bourges.
Le groupe enchaîne une série de concerts tous azimuts à travers de nombreuses salles ou festivals en France, en Europe de l'Est et au Maroc, seul ou aux côtés de –M-, Tarmac ou Bumcello. De cette dernière rencontre naît l’envie de travailler avec Vincent Segal (le cello de Bum !) à la production.

## Discographie
- 1bis|#1bis (mai 2004)
- des bouts de toi (2 octobre 2006)

## Participation
Le groupe prête sa voix pour représenter Lyon dans la chanson des Ogres de Barback 3-0 (sur l'album Terrain Vague)